# Siegfried Kokail
Siegfried Kokail (* 1. März 1932 in Fohnsdorf; † 23. Dezember 2000 in Knittelfeld) war ein österreichischer Politiker (SPÖ) Er war von 1975 bis 1990 Abgeordneter zum Nationalrat.
Kokail besuchte nach der Volksschule die Mittelschule und war ab 1946 im Bergbau beschäftigt. Er war bis 1971 als Hauer tätig und arbeitete danach als leitender Angestellter der Bergarbeiter-Versicherungsanstalt. 
Er war politisch zunächst als Jugendfunktionär in der Sozialistischen Jugend aktiv und gehörte zwischen 1948 und 1956 der Betriebsjugend im Bergbau Fohnsdorf an. Er war zudem Mitglied des Zentralbetriebsrates der VÖEST-Alpine Montan AG, Mitglied des Zentralvorstandes und des Vorstandes der Gewerkschaft Metall-Bergbau-Energie und Bezirksausschussmitglied der SPÖ Oberes Murtal. Zwischen 1964 und 1969 hatte er das Amt des Vorsitzenden-Stellvertreters der Versicherungsanstalt des Österreichischen Bergbaus inne, danach war er zwischen 1969 und 1971 deren Vorsitzender. Kokail vertrat die SPÖ zwischen dem 4. November 1975 und dem 4. November 1990 im Nationalrat. 